# 小行星6087
小行星6087（英語：6087 Lupo）是一颗围绕太阳公转的小行星。1988年3月19日，卡罗琳·舒梅克、尤金·舒梅克在帕洛马山发现了此天体。
这颗小行星的绝对星等为54.02121005957601等。